# معهد دسوق الديني الأزهري
معهد دسوق الديني الأزهري، هو مجمع معاهد دينية إسلامية بمدينة دسوق شمال مصر، وهو تابع للأزهر الشريف. تأسس المعهد عام 1882، وتشمل الدراسة فيه كافة المراحل التعليمية.

## تاريخ
يعتبر معهد دسوق الأزهري من أقدم المعاهد الأزهرية في مصر، حيث تم إنشاءه عام 1882 م - 1300 هـ. وتخرج فيه العديد من العلماء والمفكرين.

## إحصاءات
يعتبر المعهد مجمع معاهد أزهربية وليس معهد واحد، حيث يشمل 6 معاهد أزهرية، مخصص للبنات ثلاث معاهد وللبنين ثلاث معاهد أيضاً، وكل معهد يختص بأحد المراحل التعليمية الثلاث (ابتدائية، إعدادية، ثانوية). وعدد الطلبة بها مجتمعين يصل لحوالي 1,465 طالب وطالبة، وذلك حسب إحصاءات العام الدراسي 2007 - 2008.

## مشاهير المعهد
- سعد زغلول، رئيس الوزراء الأسبق، ومؤسس حزب الوفد.
- محمد عبد الرحمن بيصار، الإمام الأكبر وشيخ الأزهر.
- محمد فوزي البرقوقي (الخسارة المصرية الوحيدة خلال الإغارة الأولى على ميناء إيلات).
- عبد الله دراز
- محمد الصادق عرجون
- إبراهيم بديوي
- محمد أبو شهبة
- محمد البهي
- كمال محمد بشر
- محمود عبد الوهاب فايد
- عبد الفتاح القاضي
- محمد محمد الشهاوي، شاعر
- محمد عمارة